# Miltona
Miltona és una població dels Estats Units a l'estat de Minnesota. Segons el cens del 2000 tenia 279 habitants.

## Demografia
Segons el cens del 2000, Miltona tenia 279 habitants, 117 habitatges, i 78 famílies. La densitat de població era de 203,2 habitants per km².
Dels 117 habitatges en un 34,2% hi vivien nens de menys de 18 anys, en un 53,8% hi vivien parelles casades, en un 11,1% dones solteres, i en un 33,3% no eren unitats familiars. En el 29,9% dels habitatges hi vivien persones soles el 16,2% de les quals corresponia a persones de 65 anys o més que vivien soles. El nombre mitjà de persones vivint en cada habitatge era de 2,38 i el nombre mitjà de persones que vivien en cada família era de 2,9.
Per edats la població es repartia de la següent manera: un 29% tenia menys de 18 anys, un 8,2% entre 18 i 24, un 30,5% entre 25 i 44, un 15,1% de 45 a 60 i un 17,2% 65 anys o més.
L'edat mediana era de 31 anys. Per cada 100 dones de 18 o més anys hi havia 100 homes.
La renda mediana per habitatge era de 28.333 $ i la renda mediana per família de 38.958 $. Els homes tenien una renda mediana de 27.708 $ mentre que les dones 19.583 $. La renda per capita de la població era de 13.845 $. Entorn del 13,8% de les famílies i el 20,2% de la població estaven per davall del llindar de pobresa.

## Poblacions més properes
El següent diagrama mostra les poblacions més properes.